# 2807 Карл Маркс
2807 Карл Маркс (енгл. 2807 Karl Marx) је астероид главног астероидног појаса чија средња удаљеност од Сунца износи 2,791 астрономских јединица (АЈ).
Апсолутна магнитуда астероида је 12,6.